# Georg Espitalier
Georg Espitalier (* 1. Februar 1926 in Bremen; † 1. Februar 2010 ebenda) war ein deutscher Komponist und Akkordeonist.

## Biografie
Espitalier studierte an der Musikhochschule Trossingen bei Hugo Herrmann und Ernst Lothar von Knorr und war Lehrer an der Bremer Musikschule und an der Hochschule für Künste Bremen. Er machte Musikproduktionen eigener Werke (in meist folkloristischem Stil) bei allen westdeutschen Rundfunkanstalten und ist vor allem durch seine folkloristischen Kompositionen und Bearbeitungen für Akkordeon (und andere Instrumente) bekannt geworden. Espitalier erhielt 1971 den Schnoor-Preis von Bremen. Zuletzt lebte er als freischaffender Komponist und Akkordeonist in Bremen.

## Werke (Auswahl)
- 18 Motive aus europäischen Landschaften (1983) – für Bass-Xylophon, Metallophon, Holzblockrommel, Akkordeon, Cornamuse, Trommeln. UA: 1983 in Bremen
- ESPITALIER 33 + 1 (1992) – 34 Einzeltitel für Bass-Xylophon, Metallophon, Holzblocktrommel, Akkordeon, Cornamuse, Trommeln.

Werke für Akkordeon
- Folklore-Fibel für Freebass-Akkordeon. 14 Studien mit Melodien aus sechs Ländern, Eres: Lilienthal/Bremen 1988.
- Hora Kolo Ora (Sieben Stücke für Akkordeon)
- Musette & Tango (für 2 Akkordeons)
- Folklore aus Russland (Sieben Akkordeon-Duette)
- Russland-Melodien (Folkloristische Skizzen)
- Sieben Präludien und sieben Fugen für Freebass- oder Standard-Akkordeon. Geschrieben nach Vorlagen aus dem Orgelzyklus 'Ariadne Musica' von Johann Kaspar Ferdinand Fischer 1660-1745, Eres: Lilienthal/Bremen 1989.

## Hörspiele
- 1952: Hans Sachs: De Kramerskörw (Akkordeon-Improvisation) – Regie: Heinz Kottkamp
- 1954: Tami Oelfken: Anker op!. Ein gemütliches Hörspiel (Akkordeon) – Bearbeitung und Regie: Walter A. Kreye
- 1955: Paul Schurek: Kasper kommt na Huus. Ein Spiel an einem 9. Mai (Mitwirkender) – Bearbeitung und Regie: Eberhard Freudenberg
- 1955: Rudolf Kinau: Fief duppelte Släg (Akkordeon) – Regie: Erich Keddy
- 1956: Alma Rogge: Twee Kisten Rum (Komposition) – Regie: Bernd Wiegmann
- 1957: Gorch Fock: Hein Godenwind, de Admiral von Moskitonien. Eine deftige Hamburger Geschichte (Komposition) – Regie: Wolfgang Harprecht
- 1957: Rudolf Kinau: Vörut is dat Licht (Komposition) – Regie: Wolfgang Harprecht
- 1957: Heinrich Deiters: Gold ut'n Steenacker (Komposition) – Regie: Bernd Wiegmann
- 1959: Rudolf Kinau: Slüsenkreepers. Ein Spiel um große und kleine Fahrt (Komposition) – Regie: Rudolf Sang
- 1979: Isaac B. Singer: Der erste Schlemihl (Akkordeon) – Komposition und Regie: Charlotte Niemann
- 1979: Isaac B. Singer: Zlateh die Geiß (Akkordeon) – Bearbeitung, Komposition und Regie: Charlotte Niemann
- 1981: Jan Fuchs: Wie aus dem Häschen Nuff ein richtiger Kerl wurde (Komposition) – Regie: Jan Fuchs
- 1986: Johannes Diekhoff: Lina Krull (Akkordeon) – Regie: Hans-Jürgen Ott
- 1992: Janwillem van de Wetering: Stachel-Charlie (6 Teile) (Akkordeon) – Bearbeitung, Komposition und Regie: Charlotte Niemann